# Quattro motori dell'Europa

Suddivisione di secondo livello dell'Unione Europea. In blu chiaro sono evidenziati i quattro motori d'Europa.

I quattro motori dell'Europa (in tedesco Vier Motoren für Europa, in francese Quatre moteurs pour l'Europe, in spagnolo Cuatro Motores para Europa, in catalano Quatre Motors per a Europa, in inglese Four Motors for Europe) sono quattro regioni intensamente industrializzate dell'Unione europea. Esse sono il Baden-Württemberg, la Catalogna, la Lombardia e il Rodano-Alpi (ora confluito nella nuova regione Alvernia–Rodano-Alpi).
Il 9 settembre 1988 i presidenti delle quattro regioni firmarono a Stoccarda un accordo di cooperazione chiamato "Memorandum", per aumentare la cooperazione economica e sociale tra loro. L'accordo era quello di avere tra le quattro regioni una collaborazione a lungo termine nei campi della scienza, della ricerca, l'istruzione, l'ambiente, la cultura, e in altri settori.
I vertici istituzionali dei quattro enti tengono con cadenza pressoché annuale un incontro di coordinamento per iniziative comuni.
Talvolta si annoverano, tra i "quattro motori dell'Europa", la Provenza in luogo del Rodano-Alpi, oppure l'intera Gran Bretagna (a volte solo l'Inghilterra); non sussistono tuttavia incontri periodici fra gli esponenti di tali enti territoriali.
La "Conferenza Sociale delle Regioni dei Quattro Motori per l'Europa", celebrata a Milano tra il 30 maggio ed il 1º giugno 2007, ha puntato a favorire gli scambi e le conoscenze fra le organizzazioni dei "quattro motori" con l'Ungheria, la Romania e le repubbliche dell'ex-Jugoslavia al fine di promuovere progetti in partenariato e accedere ai finanziamenti dell'UE.
Alla Conferenza Sociale aderiscono come membri associati il Galles (Regno Unito), le Fiandre (Belgio) e il Voivodato della Piccola Polonia (Polonia).
Per quanto riguarda l’aspetto economico, le quattro regioni del trattato rappresentano attualmente solo il 6% dell'economia dell'Unione europea, dovuto alla presenza di altri importanti centri economici nell’UE, come in Spagna e in Francia, dove la Comunità autonoma di Madrid e l’Île de France, sono oggi le regioni più popolose e le più grandi economie dei rispettivi paesi. In Germania la Baviera, la Renania Settentrionale-Vestfalia e l’Assia (in particolare Francoforte sul Meno, centro finanziario tedesco e uno dei principali in Europa) sono i più grandi länder tedeschi. E anche i Paesi Bassi, in particolare l’Olanda settentrionale e l’Olanda meridionale con l’Europoort di Rotterdam, hanno un ruolo strategico per l’economia europea.

## Le regioni
| Territorio           | Città principale | Stato    | Superficie (km²) | Popolazione | PIL (nominale) dati in mld di € | Localizzazione |
| -------------------- | ---------------- | -------- | ---------------- | ----------- | ------------------------------- | -------------- |
| Alvernia-Rodano-Alpi | Lione            | Francia  | 69.711           | 7.916.889   | 270 (2018)                      |                |
| Baden-Württemberg    | Stoccarda        | Germania | 35.752           | 10.718.327  | 496 (2017)                      |                |
| Catalogna            | Barcellona       | Spagna   | 32.106           | 7.512.381   | 255,204                         |                |
| Lombardia            | Milano           | Italia   | 23.863           | 10.060.574  | 394 (2018)                      |                |